# Oleg Borissov
Pour les articles homonymes, voir Borissov.
Oleg Ivanovitch Borissov (en russe : Оле́г Ива́нович Бори́сов) de son vrai nom Albert Borissov, né le 8 novembre 1929 et mort le 28 avril 1994 , est un acteur soviétique. Artiste du peuple de l'URSS en 1978. Récipiendaire du prix d'État de l'URSS en 1978 et 1991. 

## Biographie
Oleg Borissov nait à Privoljsk dans l'Oblast d'Ivanovo. Son enfance se déroule à Karabikha dans l'Oblast de Iaroslavl où son père, Ivan Borissov, occupe le poste de proviseur de l'école technique. Plus tard, la famille déménage dans l'Oblast de Moscou. Lors de la Seconde Guerre mondiale, il est employé aux travaux agricoles.
Diplômé de l'École-studio du Théâtre d'Art académique de Moscou en 1951, il devient acteur du Théâtre Lessia Oukraïnka. De 1964 à 1983, il fait partie de la troupe du Théâtre Tovstonogov, avant de partir pour Théâtre d'art de Moscou (MKhAT). Après la séparation de la troupe de MKhAT en 1987, il suit Oleg Efremov au Théâtre d'art Anton Tchekhov. Parallélement, il participe aux représentations du Théâtre académique central de l'Armée russe en 1989-1990.
Oleg Borissov débute au cinéma en 1955. À partir des années 1960, il travaille également au doublage des films au studio Lenfilm. il est lauréat du Nika du meilleur rôle masculin en 1989, et de la Coupe Volpi de la meilleure interprétation masculine de la Mostra de Venise 1990, pour Edinstveniyat svidetel de Mikhail Pandoursky.
Atteint de leucémie lymphoïde chronique, il continue à monter sur scène et poursuit sa carrière au cinéma. Il meurt à Moscou, après avoir lutté contre la maladie pendant seize ans. Il est enterré au cimetière de Novodevitchi. 
On lui attribue le Prix Alexandre-Dovjenko à titre posthume en 1999.

## Filmographie

### Acteur
- 1955 : La Mère (Мать) de Marc Donskoï : conspirateur
- 1965 : Derrière deux lièvres (За двумя зайцами)
- 1965 : Cité ouvrière (Рабочий посёлок, Rabotchi posselok) de Vladimir Venguerov : Leonid
- 1968 : A la guerre comme à la guerre (На войне как на войне)
- 1968 : Le Cadavre vivant (Живой труп)
- 1970 : Le vol (Кража)
- 1971 : La Vérification (Проверка на дорогах, Proverka na dorogakh) d'Alekseï Guerman
- 1975 : Journal du directeur d'école (Dnevnik direktora chkoly) de Boris Frumin : directeur
- 1981 : Russie la jeune (Россия молодая)
- 1982 : Un train s'est arrêté (Остановился поезд) de Vadim Abdrachitov
- 1983 : L'adolescent (Подросток)
- 1987 : La parade des planètes (Парад планет) de Vadim Abdrachitov
- 1987 : La douce (Кроткая)
- 1989 : Le serviteur (Слуга) de Vadim Abdrachitov
- 1990 : Edinstveniyat svidetel (Единственият свидетел) de Mihail Pandoursky
- 1992 : Luna Park (Луна-парк) de Pavel Lounguine
- 1992 : Mon diable, je m'ennuie (Мне скучно, бес) de Youri Borissov

### Réalisateur
- 1963 : Suivre les pointillés (en russe : Стёжки-дорожки), le seul film en tant que réalisateur.